# Zakl, Braslovče
Zakl je naselje v Občini Braslovče.